# 小吉姆·帕克森
詹姆斯·约瑟夫·帕克森（英語：James Joseph Paxson，1957年7月9日—），美国NBA联盟前职业篮球运动员。父亲为篮球运动员老吉姆·帕克森，弟弟为约翰·帕克森。